# Brachystephanus longiflorus
Brachystephanus longiflorus là một loài thực vật thuộc họ Acanthaceae. Loài này có ở Cameroon, Guinea Xích Đạo, và Nigeria. Môi trường sống tự nhiên của chúng là rừng ẩm vùng đất thấp nhiệt đới hoặc cận nhiệt đới và vùng núi ẩm nhiệt đới hoặc cận nhiệt đới.